# ロンド・カプリチオーソ (メンデルスゾーン)
ロンド・カプリチオーソ（Rondo capriccioso Op.14）は、フェリックス・メンデルスゾーンが作曲したピアノ曲である。作曲年代は不明だが（一説には15歳のときの作品とされる。）、初版は1833年に出された。序奏付きのロンド形式である（序奏-A-B-A-C-A-コーダ）。
曲はアンダンテ、4分の4拍子の序奏で始まる。8分音符のリズムの和音に導かれて主題が現れ、次第に装飾を加えていく。
主部のロンドはプレスト、ホ短調、8分の6拍子。第2主題はト長調。ロンド主題が再現した後、ホ長調の第3主題となり、前に出てきた動機を発展させる。ホ短調に戻ってロンド主題となり、次第に曲は低音域で弱くなっていく。その後コーダに入る。